# Children in Need
BBC Children in Need ou simplement Children in Need (aussi connue sous le nom de Plant Mewn Angen au pays de Galles) est l'association caritative de la BBC. Depuis 1980, elle a récolté plus de 950 millions de livres sterling pour améliorer la vie des enfants et des jeunes personnes handicapés au Royaume-Uni. Un des points culminants pour l'association est le téléthon annuel, qui se tient en novembre et qui est retransmis sur BBC One, BBC One HD, BBC Two et BBC Two HD de 19 h 30 jusqu'à 2 h du matin (heures de Londres). La mascotte de l'émission est Pudsey Bear tandis que Terry Wogan en a été pendant longtemps l'animateur principal.
BBC Children in Need est un des principaux téléthons britanniques, les autres étant Red Nose Day et Sport Relief, ceux-ci soutenant l'association Comic Relief. À la suite de la fermeture du BBC Television Centre, l'édition 2013 s'est tenue aux Elstree Studios de la BBC le vendredi 15 novembre 2013.

## Historique

### Appels aux dons antérieurs
Le premier appel aux dons de la BBC a eu lieu en 1927, sous la forme d'une émission de radio de cinq minutes le jour de Noël. Celui-ci a récolté environ 1 143 £, soit 27 150 £ selon les standards des années 2000, lesquels ont été reversés à quatre associations caritatives pour enfants. Le premier appel aux dons télévisé s'est tenu en 1955 et s'appelait Children's Hour Christmas Appeal, avec la marionnette jaune Sooty Bear et Harry Corbett. L'appel du jour de Noël a perduré en radio et en télévision jusqu'en 1979. Durant cette période, un total de 625 836 £ a été récolté. Terry Wogan est apparu pour la première fois durant l'appel aux dons de 1978 et à nouveau en 1979. Des personnages de dessins animés tels que Peter Pan et Tom et Jerry étaient alors quelquefois utilisés lors des appels.

### BBC Children in Need

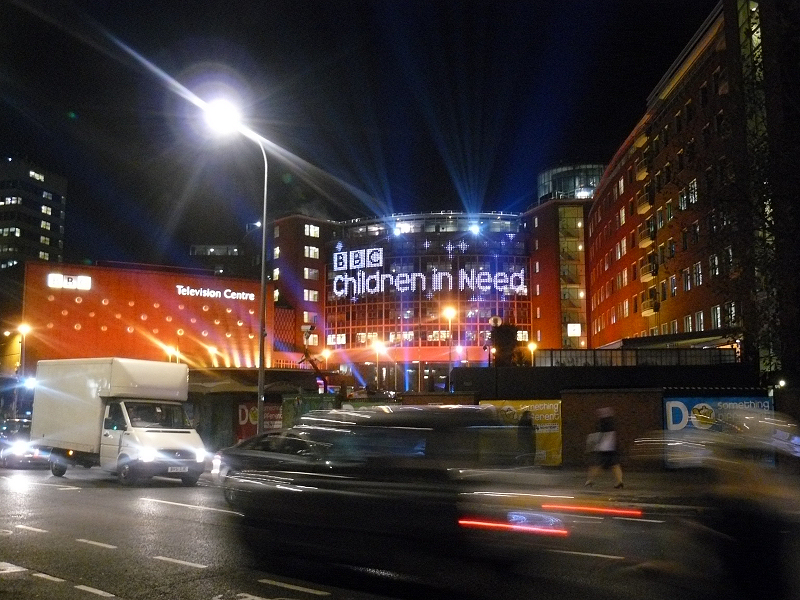
BBC Television Centre la nuit du téléthon de 2008.

Le premier téléthon Children in Need a été diffusé en 1980 et consistait en une série de segments courts entre les différents programmes du soir. Celui-ci avait pour but de récolter de l'argent exclusivement destiné à des associations caritatives pour enfants au Royaume-Uni. Le nouveau format, présenté par Terry Wogan, Sue Lawley et Esther Rantzen, vit un accroissement significatif des dons : 1 million de livres sterling fut récolté cette année-là. Le format fut développé durant les années 1980 avec des segments télévisuels de plus en plus longs et une réduction de la programmation traditionnelle, jusqu'à la diffusion d'un programme unique et continu dès 1984. Le cadre de ce format s'est alors développé pour incorporer d'autres événements radiophoniques et en ligne. Étant un des présentateurs réguliers du programme, Wogan est devenu étroitement associé à l'événement annuel, continuant la présentation de l'événement jusqu'en 2014.
En 1988, BBC Children in Need est devenue une association enregistrée (numéro 802052) en Angleterre et pays de Galles, suivi d'un enregistrement en Écosse (SC039557) en 2008.

## Téléthon

### Actes
Le téléthon propose des performances de nombreux chanteurs et groupes, avec aussi de nombreuses apparitions de célébrités lors des six heures et demie du programme, ces dernières participant à des activités variées telles que des sketches ou des numéros musicaux. Des personnalités des médias concurrents (ITV) sont également souvent présentes sur le plateau et/ou depuis leurs propres plateaux. Des performances des présentateurs de BBC sont également devenues courantes. Des acteurs des nouvelles comédies musicales du West End y présentent régulièrement un numéro de leur spectacle plus tard dans la soirée après le baisser de rideaux de leurs théâtres respectifs.

### Diffusion
La BBC dédie l’entièreté du programme du soir de sa première chaîne BBC One au téléthon Children in Need, à l'exception de 35 minutes à 22 h pour diffuser BBC News at Ten, les prévisions météorologiques et les informations régionales, la diffusion du téléthon se poursuivant alors sur BBC Two avec une programmation spéciale, telle que Mastermind Children in Need, édition spéciale de Celebrity Mastermind, dans laquelle quatre célébrités répondent à des questions sur un sujet prédéfini et de culture générale. Depuis quelques années, avant le début du téléthon, la BBC diffuse des éditions spéciales Children in Need de The One Show, dans lesquelles Matt Baker et Alex Jones ont notamment participé à des courses de rickshaws et à une émission spéciale "célébrités" de Pointless dans laquelle Pudsey assistait les présentateurs Alexander Armstrong et Richard Osman.
Contrairement à l'autre téléthon de la BBC, Comic Relief, Children in Need dépend beaucoup du contenu des antennes régionales de la BBC pour la nuit du téléthon. Les régions anglaises de la BBC disposent conjointement de 5 à 8 minutes environ chaque heure durant le téléthon. Ceci n'interrompt pas l'ordonnancement des séquences diffusées depuis le BBC Television Centre, Terry Wogan passant généralement la main aux régions, offrant une courte pause à ceux présents dans le studio principal. Cependant, BBC Scotland, BBC Wales et BBC Northern Ireland ont choisi de se positionner en dehors de l'horaire du réseau avec nombre de nouvelles de collectes de fonds locales et des activités depuis leur lieu de diffusion. Généralement, elles interviennent à différents moments de la soirée et retransmettent habituellement des séquences du réseau à un horaire ultérieur à celui des régions anglaises. Ce dispositif a été mis en place afin de donner à BBC Scotland, BBC Wales et BBC Northern Ireland une représentation plus importante que les antennes régionales anglaises car elles s'adressent à une audience distincte de la BBC. Habituellement, BBC Scotland, Wales et Northern Ireland rejoignent la retransmission du réseau vers 1 h du matin la nuit du téléthon. Cela a néanmoins changé lors de l'édition de 2010, avec BBC Northern Ireland, BBC Scotland et BBC Wales ayant décidé de ne pas avoir leur propre programmation et de suivre à la place la ligne de conduite des antennes régionales anglaises avec des mises à jour toutes les heures.

### Vue d'ensemble
| No. | Date de diffusion | Total lors de la diffusion | Total atteint | Animateur principal | Co-animateurs                                                                   | Audience de BBC One (en millions) |
| --- | ----------------- | -------------------------- | ------------- | ------------------- | ------------------------------------------------------------------------------- | --------------------------------- |
| 1   | 21 novembre 1980  | 1 000 000 £                | 1 000 587 £   | Terry Wogan         | Sue Lawley Esther Rantzen                                                       | NC                                |
| 2   | 20 novembre 1981  | NC                         |               | Terry Wogan         | Sue Lawley Esther Rantzen                                                       | NC                                |
| 3   | 26 novembre 1982  | NC                         | 1 022 300 £   | Terry Wogan         | Sue Lawley Esther Rantzen                                                       | NC                                |
| 4   | 25 novembre 1983  | NC                         | 1 158 737 £   | Terry Wogan         | Gloria Hunniford                                                                | NC                                |
| 5   | 23 novembre 1984  | NC                         | 2 264 398 £   | Terry Wogan         | Sue Cook Joanna Lumley                                                          | NC                                |
| 6   | 22 novembre 1985  | NC                         | 4 476 780 £   | Terry Wogan         | Sue Cook                                                                        | NC                                |
| 7   | 21 novembre 1986  | 5 264 665 £                | 8 687 607 £   | Terry Wogan         | Sue Cook                                                                        | NC                                |
| 8   | 27 novembre 1987  | NC                         | 13 916 326 £  | Terry Wogan         | Sue Cook                                                                        | NC                                |
| 9   | 18 novembre 1988  | 17 500 000 £               | 21 671 931 £  | Terry Wogan         | Sue Cook Joanna Lumley                                                          | NC                                |
| 10  | 17 novembre 1989  | NC                         |               | Terry Wogan         | Sue Cook                                                                        | NC                                |
| 11  | 23 novembre 1990  | NC                         |               | Terry Wogan         | Sue Cook                                                                        | NC                                |
| 12  | 22 novembre 1991  | 17 182 724 £               |               | Terry Wogan         | Sue Cook                                                                        | NC                                |
| 13  | 20 novembre 1992  | 11 549 490 £               | 16 700 000 £  | Terry Wogan         | Sue Cook Andi Peters                                                            | NC                                |
| 14  | 26 novembre 1993  | 12 386 866 £               | 17 300 000 £  | Terry Wogan         | Sue Cook Andi Peters                                                            | NC                                |
| 15  | 25 novembre 1994  | 12 012 524 £               |               | Terry Wogan         | Sue Cook Andi Peters                                                            | NC                                |
| 16  | 24 novembre 1995  | 11 843 308 £               |               | Terry Wogan         | Sue Cook Gaby Roslin                                                            | NC                                |
| 17  | 22 novembre 1996  | 11 847 168 £               | 18 700 000 £, | Terry Wogan         | Gaby Roslin                                                                     | NC                                |
| 18  | 21 novembre 1997  | 12 034 235 £               | 20 900 000 £  | Terry Wogan         | Gaby Roslin                                                                     | NC                                |
| 19  | 20 novembre 1998  | 11 380 888 £               | 17 900 000 £  | Terry Wogan         | Gaby Roslin                                                                     | NC                                |
| 20  | 26 novembre 1999  | 11 639 053 £               | 16 700 000 £  | Terry Wogan         | Gaby Roslin                                                                     | 6,61                              |
| 21  | 17 novembre 2000  | 12 244 764 £               | 20 000 000 £  | Terry Wogan         | Gaby Roslin                                                                     | 6,8                               |
| 22  | 16 novembre 2001  | 12 895 853 £,              | 25 900 000 £  | Terry Wogan         | Gaby Roslin                                                                     | 7,12                              |
| 23  | 15 novembre 2002  | 13 501 375 £               | 26 200 000 £  | Terry Wogan         | Gaby Roslin                                                                     | 7,56                              |
| 24  | 21 novembre 2003  | 15 305 212 £               | 31 400 000 £  | Terry Wogan         | Gaby Roslin                                                                     | 10,49                             |
| 25  | 19 novembre 2004  | 17 156 175 £               | 34 200 000 £  | Terry Wogan         | Gaby Roslin                                                                     | 8,48                              |
| 26  | 18 novembre 2005  | 17 235 256 £               | 33 200 000 £  | Terry Wogan         | Fearne Cotton Natasha Kaplinsky                                                 | 9,07                              |
| 27  | 17 novembre 2006  | 18 300 392 £               | 33 600 000 £  | Terry Wogan         | Fearne Cotton Natasha Kaplinsky                                                 | 7,72                              |
| 28  | 16 novembre 2007  | 19 089 771 £               | 37 500 000 £  | Terry Wogan         | Fearne Cotton                                                                   | 9,56                              |
| 29  | 14 novembre 2008  | 20 991 216 £               | 38 500 000 £  | Terry Wogan         | Fearne Cotton Tess Daly Alesha Dixon                                            | 9,83                              |
| 30  | 20 novembre 2009  | 20 309 747 £               | 40 200 000 £  | Terry Wogan         | Fearne Cotton Tess Daly Alesha Dixon                                            | 10,08                             |
| 31  | 19 novembre 2010  | 18 098 199 £               | 36 600 000 £  | Terry Wogan         | Fearne Cotton Tess Daly Alesha Dixon                                            | 9,36                              |
| 32  | 18 novembre 2011  | 26 332 334 £               | 46 100 000 £  | Terry Wogan         | Fearne Cotton Tess Daly Alesha Dixon                                            | 10,01                             |
| 33  | 16 novembre 2012  | 26 757 446 £,              | 43 300 000 £  | Terry Wogan         | Fearne Cotton Tess Daly Nick Grimshaw                                           | 8,22                              |
| 34  | 15 novembre 2013  | 31 124 896 £               | 49 600 000 £  | Terry Wogan         | Fearne Cotton Tess Daly Nick Grimshaw Zoë Ball Shane Richie                     | 9,99                              |
| 35  | 14 novembre 2014  | 32 620 469 £               | 49 100 000 £  | Terry Wogan         | Fearne Cotton Tess Daly Nick Grimshaw Rochelle Humes Shane Richie Helen Skelton | 8,54                              |
| 36  | 13 novembre 2015  | 37 100 687 £               |               | Dermot O'Leary      | Fearne Cotton Tess Daly Nick Grimshaw Rochelle Humes Shane Richie Helen Skelton |                                   |

## Pudsey Bear

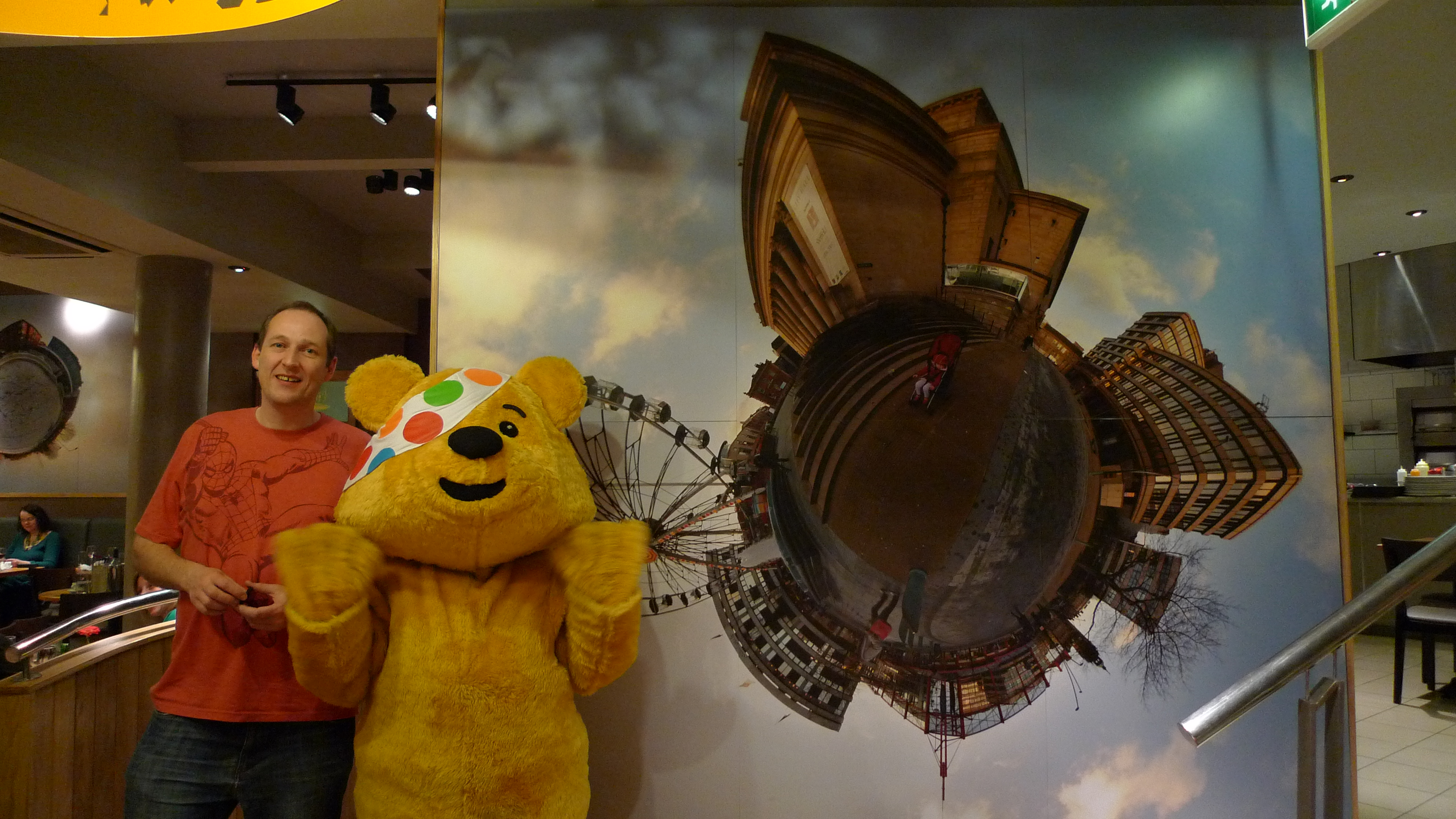
Pudsey Bear récoltant des fonds pour BBC Children in Need 2009.

"Pudsey Bear" est la mascotte de Children in Need. Elle a été créée et nommée en 1985 par la graphiste de la BBC, Joanna Lane, qui travaillait alors pour le département design de BBC. Ayant reçu pour consigne de rendre le logo plus attractif dans le but d'améliorer l'image de l'association, Lane déclara : « Cela a été comme une révélation pour moi, nous nous renvoyions des idées les uns aux autres et j'ai saisi cette idée d'ours en peluche. J'ai immédiatement réalisé qu'il y avait un potentiel énorme pour la mascotte au-delà du logo 2D. » (« It was like a lightbulb moment for me, We were bouncing ideas off each other and I latched on to this idea of a teddy bear. I immediately realised there was a huge potential for a mascot beyond the 2D logo »). L'ours a été nommé d'après sa ville natale Pudsey, dans le Yorkshire de l'Ouest, dont son grand-père était maire. Une reproduction de la mascotte (faite de végétation) existe dans le parc de Pudsey, près du centre du village. Originellement présentée lors de l'édition de 1985, Pudsey Bear a été créée sous la forme d'un logo triangulaire, dépeignant un ours en peluche jaune-orange avec une tête circulaire, des oreilles semi-circulaires et un bandana triangulaire noué sur un œil. Le bandana était rouge, recouvert de petits triangles noirs. La bouche de l'ours était en demi-cercle inversé, représentant une expression triste. Les lettres "BBC" apparaissaient verticalement sur la poitrine de l'ours sous la forme de trois lettres blanches capitales sur fond noir, chacune sur un des boutons circulaires. Perpendiculairement aux boutons, les mots "children-in-need" apparaissaient en lettres minuscules parallèlement à la base du logo triangulaire. L'accessibilité aux jeunes lecteurs ainsi qu'aux personnes présentant des problèmes d'expression et de lecture, sont des facteurs qui ont été pris en compte par la designer Joanna Ball, spécialement le son "P" dans le nom de "Pudsey", et le choix de lettres minuscules sans sérif pour le logo.
Le design original a été décliné sous de nombreuses formes pour l'édition de 1985, en forme de dessins bidimensionnels et d'objets tridimensionnels. Les objets utilisant le design original de 1985 incluaient une séquence d'ouverture filmée, utilisant une animation cartoon, un timbre-poste et un prototype de peluche commandé par un accessoiriste de cinéma et de télévision. Le prototype original de la peluche était orange et reprenait la tête circulaire et la bouche inversée, lequel a ensuite été adapté en douze ours identiques, un pour chaque studio de télévision régional de la BBC. Ces ours en peluche ont été numérotés et estampillés avec le logo officiel et vendus aux enchères pour récolter des dons. Le Pudsey Bear numéro 1 a été alloué à la région de Leeds. Joanna Lumley est apparue avec une des peluches lors de l'ouverture des illuminations de Blackpool et a nommé Pudsey mascotte officielle de BBC Children in Need.
En 1986, le logo a été redessiné. À l'exception du concept de l'ours en peluche avec un bandana sur un œil, tous les autres éléments ont été modifiés. Plus spécifiquement, les éléments triangulaires du design sous-jacent ont été abandonnés, ainsi que la couleur identitaire. Le nouveau design du bandana était blanc avec des points rouges, un des boutons a été retiré et le logotype montrait des briques de constructions formant le mot "BBC CHILDREN IN NEED" en lettres capitales.
En 2007, Pudsey et le logo ont à nouveau été redessinés. Cette fois-ci, le bandana de Pudsey est recouvert de points multicolores et tous les boutons ont été retirés.
En 2009 et 2010, Pudsey a été rejoint par un autre ours, une ourse brune bommée "Blush". Elle revêtait un petit nœud à pois avec un motif similaire à celui du bandana de Pudsey.
En 2013, Moshi Monsters a introduit Pudsey comme objet dans son jeu, objet d'une valeur de 100 "rox" (monnaie virtuelle du jeu).

## Singles officiels
| Année | Artiste(s)                                         | Chanson(s)                               | Classement |
| ----- | -------------------------------------------------- | ---------------------------------------- | ---------- |
| 1985  | Clannad                                            | Almost Seems (Too Late to Turn)          | 80         |
| 1986  | The County Line                                    | Heroes                                   | DNC        |
| 1988  | Spirit of Play avec Paul McCartney                 | Children in Need                         | DNC        |
| 1989  | BBC Children in Need Choir                         | If You Want To Help                      | 78         |
| 1995  | Patsy Palmer et Sid Owen                           | You Better Believe It (Children in Need) | 60         |
| 1997  | Lou Reed et divers artistes                        | Perfect Day                              | 1          |
| 1998  | Denise van Outen et Johnny Vaughan featuring Steps | Especially for You                       | 3          |
| 1999  | Martine McCutcheon                                 | Love Me                                  | 6          |
| 2000  | S Club 7                                           | Never Had a Dream Come True              | 1          |
| 2001  | S Club 7                                           | Have You Ever                            | 1          |
| 2002  | Will Young                                         | Don't Let Me Down / You and I            | 2          |
| 2003  | Shane Richie                                       | I'm Your Man                             | 2          |
| 2004  | Girls Aloud                                        | I'll Stand by You                        | 1          |
| 2005  | Liberty X                                          | A Night to Remember                      | 6          |
| 2006  | Emma Bunton                                        | Downtown                                 | 3          |
| 2007  | Spice Girls                                        | Headlines (Friendship Never Ends)        | 11         |
| 2008  | McFly                                              | Do Ya/Stay with Me                       | 18         |
| 2009  | Peter Kay's Animated All Star Band                 | The Official BBC Children in Need Medley | 1          |
| 2010  | JLS                                                | Love You More                            | 1          |
| 2011  | The Collective,                                    | Teardrop                                 | 24         |
| 2012  | Girls Aloud                                        | Something New                            | 2          |
| 2013  | Ellie Goulding                                     | How Long Will I Love You                 | 3          |
| 2014  | Gareth Malone's All Star Choir                     | Wake Me Up                               | 1          |
| 2015  | Jess Glynne                                        | Take Me Home,                            | 20         |
| 2016  | Craig David                                        | All We Needed                            | 42         |
| 2017  | Katie Melua                                        | Fields of Gold                           | 29         |

## Critiques
En novembre 2006, Intelligent Giving a publié un article sur Children in Need, lequel a largement attiré l'attention des médias britanniques. L'article, intitulé Four things wrong with Pudsey (Quatre choses fausses avec Pudsey), décrit les dons à Children in Need comme « une manière paresseuse et inefficace de donner » (« lazy and inefficient way of giving ») et indique qu'en tant qu'association caritative à laquelle des aides financières sont octroyées, Children in Need utiliserait une partie des dons pour payer deux jeux de coûts administratifs. Il décrit aussi la qualité de certains de ses rapports publics comme « chaotique » (« shambolic »),.
En 2007, il a été rapporté que Terry Wogan, en tant que présentateur de l'émission, aurait reçu des honoraires annuels depuis 1980 (pour un montant total de 9 065 £ en 2005). Cela faisait alors de lui la seule personnalité rémunérée pour sa participation à Children in Need. Wogan a cependant déclaré qu' « il serait très heureux de le faire pour rien » (« quite happily do it for nothing ») et n'a « jamais demandé de rétribution » (« never asked for a fee »). La BBC a déclaré que ce montant, payé avec des ressources de la BBC et non avec les fonds de Children in Need, n'ont « jamais été négociés » (« never been negotiated »), ayant à la place augmenté avec l'inflation. Deux jours avant l'édition de 2007, il a été annoncé que Wogan avait renoncé à sa compensation financière.
Des interrogations ont également été soulevées au sujet des types de groupe récipiendaires des dons issus de Children in Need. Dans The Spectator, Ross Clark a relaté comment des fonds sont alloués à des groupes controversés comme Women in Prison, menant campagne contre l'incarcération des criminelles de sexe féminin. Une autre association mise en évidence était le Children's Legal Centre, qui a alloué des fonds à Shabina Begum afin qu'elle puisse entamer des poursuites judiciaires contre son établissement scolaire car celui-ci lui refusait le port du jilbab. Clark s'est alors demandé si les donateurs voyant les victimes du cancer à l'écran apprécieraient « qu'une partie de leur don aille dans la poche de Cherie Blair pour aider une adolescente à poursuivre son école au sujet de son rejet de l'uniforme scolaire » (« that a slice of their donation would be going into the pockets of Cherie Blair to help a teenage girl sue her school over her refusal to wear a school uniform »).